# شهادة الدراسة الثانوية
شهادة الدراسة الثانوية هي شهادة تُمنح بعد التخرج من المدرسة الثانوية. تمنح شهادة الدراسة الثانوية بعد الانتهاء من دورات دراسية مدتها أربع سنوات، عادة من الصف 9 إلى الصف 12. وهو مؤهل إنهاء المرحلة المدرسية في الولايات المتحدة وكندا.